# Coppa Titano 1937
Nel 1937 si è disputata la prima edizione del campionato di calcio sammarinese con il patrocinio dell'Ente Sammarinese per le Attività Sportive e dell'Unione Sportiva Titania. Questo trofeo estivo verrà equiparato alla Coppa Titano a partire dagli anni ottanta quando la Federcalcio sammarinese organizzerà i primi campionati riconosciuti dall'UEFA e dalla FIFA.
Alla manifestazione presero parte quattro squadre:
- La Castellana (del castello di Serravalle)
- La Fiorita (del castello di Montegiardino)
- Libertas (del castello di Borgo Maggiore)
- La Serenissima (del castello di Città di San Marino)

Il torneo doveva iniziare domenica 18 aprile, ma la prima partita verrà posticipata al 21 aprile. In quella data sul campo di Borgo Maggiore La Serenissima batté La Castellana con il punteggio di 2-0 mentre otto giorni dopo la Libertas sconfisse La Fiorita con il punteggio di 3-1. Nelle settimane successive si disputarono anche tutte le restanti partite del girone all'italiana tranne l'incontro tra La Serenissima e La Fiorita che, secondo quanto si è potuto determinare dai giornali dell'epoca, non fu mai giocato.
| Posizione | Squadra        | Punti | Giocate | Vinte | Pareggiate | Perse | Gol fatti-Gol subiti |
| --------- | -------------- | ----- | ------- | ----- | ---------- | ----- | -------------------- |
| 1.        | Libertas       | 9     | 6       | 3     | 3          | 0     | 11-5                 |
| 2.        | La Castellana  | 6     | 6       | 2     | 2          | 2     | 9-9                  |
| 3.        | La Serenissima | 5     | 5       | 2     | 1          | 2     | 8-8                  |
| 4.        | La Fiorita     | 2     | 5       | 1     | 0          | 4     | 5-11                 |

La Libertas si laureò dunque campione. La formazione tipo della squadra in maglia granata fu: Foschi (portiere), Ugolini, Bollini (terzini), Gasperoni (centromediano), Righi, G. Tosi (stopper), Cervellieri, Casali, Cangi, A. Tosi, Stacchini (attaccanti).
Il successo venne festeggiato in grande stile nel Castello di Borgo Maggiore, con una festa in piazza con un carro allegorico per prendersi gioco dei castelli battuti. Anche i giornali dell'epoca esaltarono la vittoria, ad esempio Il Popolo Sammarinese scrisse nell'edizione del 27 giugno 1937:
La premiazione della squadra campione verrà celebrata dalle autorità competenti soltanto nel maggio 1938.